# Andréi Morozov
Andréi Sergeyevich Morozov (Moscú, 17 de agosto de 1979-Óblast de Donetsk, 21 de febrero de 2024), conocido por el seudónimo Murz, fue un bloguero militar y corresponsal de guerra ruso.

## Carrera
Nació el 17 de agosto de 1979, en Moscú. Participó en la Guerra del Dombás desde 2014. Tenía un canal de Telegram al que estaban suscritos más de 100.000 personas. Era conocido por sus críticas al liderazgo militar.
Fue el exlíder de Red Blitzkrieg, un grupo estalinista ruso. En marzo de 2007, disparó cuatro tiros con una escopeta recortada hacia la oficina de Rusia Unida en la avenida Kutuzovsky de Moscú. Así mismo participó en el ataque a la Embajada de Polonia en Moscú. En 2008, declarado culpable de vandalismo, posesión ilegal de armas y llamamientos al extremismo, fue condenado a tres años de prisión. Fue sentenciado el 26 de junio de 2008 y puesto en libertad condicional el 14 de julio de 2009. Participó en la Batalla de Debáltseve.
Desde febrero de 2022, participó en la invasión rusa de Ucrania. Morozov fue miembro del "Centro de Coordinación para la Asistencia a Novorossiya" desde noviembre de 2015. Fue militar de la 4ª Brigada de Fusileros Motorizados del Ejército ruso. También fue sargento de guardia en las 14.ª Tropas Blindadas Prizrak de la LPR. Entre septiembre y diciembre de 2023, fue invitado al proyecto "Cuestionamiento de Inteligencia" de Dmitry Puchkov.

## Fallecimiento
El 18 de febrero de 2024,  publicó una publicación en su canal de Telegram sobre 16.000 bajas rusas durante la Batalla de Avdíivka, que atribuyó a la incompetencia del mando ruso y a las tácticas de "ola humana". Dos días después, el 20 de febrero de 2024, eliminó la publicación, alegando que se había visto obligado a hacerlo por una campaña de odio desatada por Vladímir Soloviov y los "Z-bloggers" que lo calificaron de traidor por revelar las pérdidas reales. Al día siguiente, el 21 de febrero de 2024, publicó una nota de suicidio, culpando a Soloviov, y se suicidó con un arma de fuego.